# 아노미
아노미(anomie)는 사회적 혼란으로 인해 규범이 사라지고 가치관이 붕괴되면서 나타나는 사회적, 개인적 불안정 상태를 뜻하는 말이다. 아노미 상태에 빠지면 삶의 가치와 목적의식을 잃고, 심한 무력감과 자포자기에 빠지며 심하면 자살까지 하게 되는 현상이 발생한다.
대중사회로서의 거대도시의 내외에 있어서 일어나는 사회해체는 또한 아노미의 문제이기도 하다.

## 개요
사회의 해체에 의해서 인간의 행위를 규제하는 공통의 가치나 도덕적 기준이 약해지든가 없어지든가 하여 무규제 상태가 생기고, 그것 때문에 인간 자체도 불안정한 상태에 놓여 욕구불만이나 불안에 빠져서 인격의 분열을 일으키거나, 여러 가지 반사회적 또는 비사회적인 행동을 저지르게 되는 사태를 말한다.
한국의 경우는 19세기 말 개항기, 일제강점기, 한국전쟁, 1960∼1970년대 산업화시기, 일본의 경우에는 2차대전 패전이후 등에 발생한 가치의 갈등과 교체 등은 전형적인 것이다. 신흥종교가 많이 생겨나기도 한다.

## 어원
무법, 무질서의 상태, 신의(神意)나 법의 무시를 뜻하는 그리스어 아노미아(anomia)가 어원이다. 중세 이후 사용되지 않다가, 에밀 뒤르켐(Emile Durkheim)이 《사회분업론》(1893)과 《자살론》(1897)을 통하여 언급한 이후 머턴(Robert King Merton), 드 그라지아(Sebastian De Grazia) 등이 재해석하며 근대사회학에서 부활된 용어이다. 뒤르켐은 이 말을 일정한 사회에 있어서, 구성원의 행위를 규제하는 공통의 가치나 도덕적 규범이 상실된 혼돈상태를 나타내는 개념으로 사용하였다.

## 대도시와 아노미
거대도시에서 범죄나 비행, 매춘이나 부랑, 신경증이나 자살, 유기(遺棄)나 이혼 같은 것들이 눈에 띄게 많은 것은 거대도시가 계속해서 해체하고 변동하여 여러 가지 가치기준의 대립을 가져오게 되고 안정된 질서를 갖지 못하기 때문이다. 거대도시에 있어서의 사회관계로부터의 소외와 지역으로부터의 소외, 나아가서는 거기에 반항하는 지역적 저속문화의 자극 등은 가족·이웃·학교·직장 등에 있어서의 규율이나 상호감시의 약체화, 그리고 그런 의미에서의 소비적인 자유의 향수(享受)와 함께 인간의 생활이나 마음의 의지할 곳을 빼앗고 불안과 실의, 고독감과 고립감, 무력감과 자기상실, 붕괴감각, 방향과 목표의 상실감 등을 높이며 부적응행동과 퇴행현상을 불러일으키는 방향으로 작용한다.
능률과 합리성을 중시하는 거대도시에서는, 사회나 집단이나 문화의 차원에서도, 인간의 행동과 의식의 차원에서도 아노미를 가져오는 힘이 잠재해 있고 인간을 매스화(mass化)하고 비합리화하며 정동화하는 유력한 환경조건이 수없이 존재하고 있다고 지적된다.

## 같이 보기
- 격세유전
- 집단사고
- 학습된 무기력
- 대중사회
- 인간혐오
- 허무주의
- 회복 탄력성
- 상대주의
- 소외
- 자살론
- 사회해체론
- 로버트 K. 머턴
- 에밀 뒤르켐

## 참고 문헌
- 이 문서에는 다음커뮤니케이션(현 카카오)에서 GFDL 또는 CC-SA 라이선스로 배포한 글로벌 세계대백과사전의 내용을 기초로 작성된 글이 포함되어 있습니다.